# Pikulice
Pikulice – wieś w Polsce położona w województwie podkarpackim, w powiecie przemyskim, w gminie Przemyśl.
| SIMC    | Nazwa   | Rodzaj     |
| ------- | ------- | ---------- |
| 0608859 | Optyń   | przysiółek |
| 0608842 | Zalesie | część wsi  |

Wieś jest położona w obszarze południowo–wschodnim wiejskiej gminy Przemyśl.
We wsi znajduje się dom kultury.
We wsi działa jednostka Ochotniczej Straży Pożarnej.

## Historia
Wieś pierwotnie należała do Przemyśla jako osadzona na stu łanach frankońskich, darowanych miastu przez króla Władysława II Jagiełłę przywilejem z 1389 roku. Ten król swym dokumentem, wydanym 29 października 1408 w Przemyślu, uwalnia od wszelkich danin i ciężarów osiedlających się we wsiach, m.in. w Piekulicach. W roku 1418 starosta ruski oraz kasztelan szremski Iwan z Obychowa z polecenia królewskiego przeprowadził rozgraniczenie pomiędzy przedmieściem Piekuliczi i wsiami Grochowce, Witoszyńce oraz Koniuchy.
Wieś królewska Piekulice położona była w 1589 roku w starostwie przemyskim w ziemi przemyskiej województwa ruskiego.
Po I wojnie światowej znajdował się tutaj obóz internowanych żołnierzy armii URL. Do lata 1944 filia Stalagu 327 dla jeńców sowieckich. Obozy o tej samej numeracji istniały jeszcze w Nehrybce i Olchowcach, w którym byli przetrzymywani również jeńcy włoscy i holenderscy, po II wojnie światowej obóz jeńców niemieckich.
Wieś spalona 15 października 1945 przez oddział UPA z sotni „Łastiwki” Grzegorza Jankowskiego (ukr. Григорій Янківський).
W latach 1954-1972 wieś była siedzibą gromady Pikulice. W latach 1975–1998 miejscowość położona była w województwie przemyskim.

## Zabytki, kultura
We wsi znajduje się murowany neogotycki kościół pw. Najświętszego Serca Pana Jezusa, wzniesiony w 1910 r. lub w latach 1911-1912. Obok kościoła przy drodze - murowana neogotycka dzwonnica z roku 1912.

## Religia

### Rzymskokatolicy
Miejscowość jest siedzibą rzymskokatolickiej parafii Najświętszego Serca Pana Jezusa. Pod koniec XIX wieku wieś wchodziła w skład parafii w Przemyślu.

### Grekokatolicy
Niegdyś we wsi znajdował klasztor bazyliański. Jeszcze w latach 70. XX wieku we wsi znajdowała się cerkiew pw. Sobora Najświętszej Marii Panny, która została rozebrana. Pod koniec XIX wieku wieś wchodziła w skład greckokatolickiej parafii w Nehrybce.

## Ukraiński Cmentarz Wojenny w Pikulicach

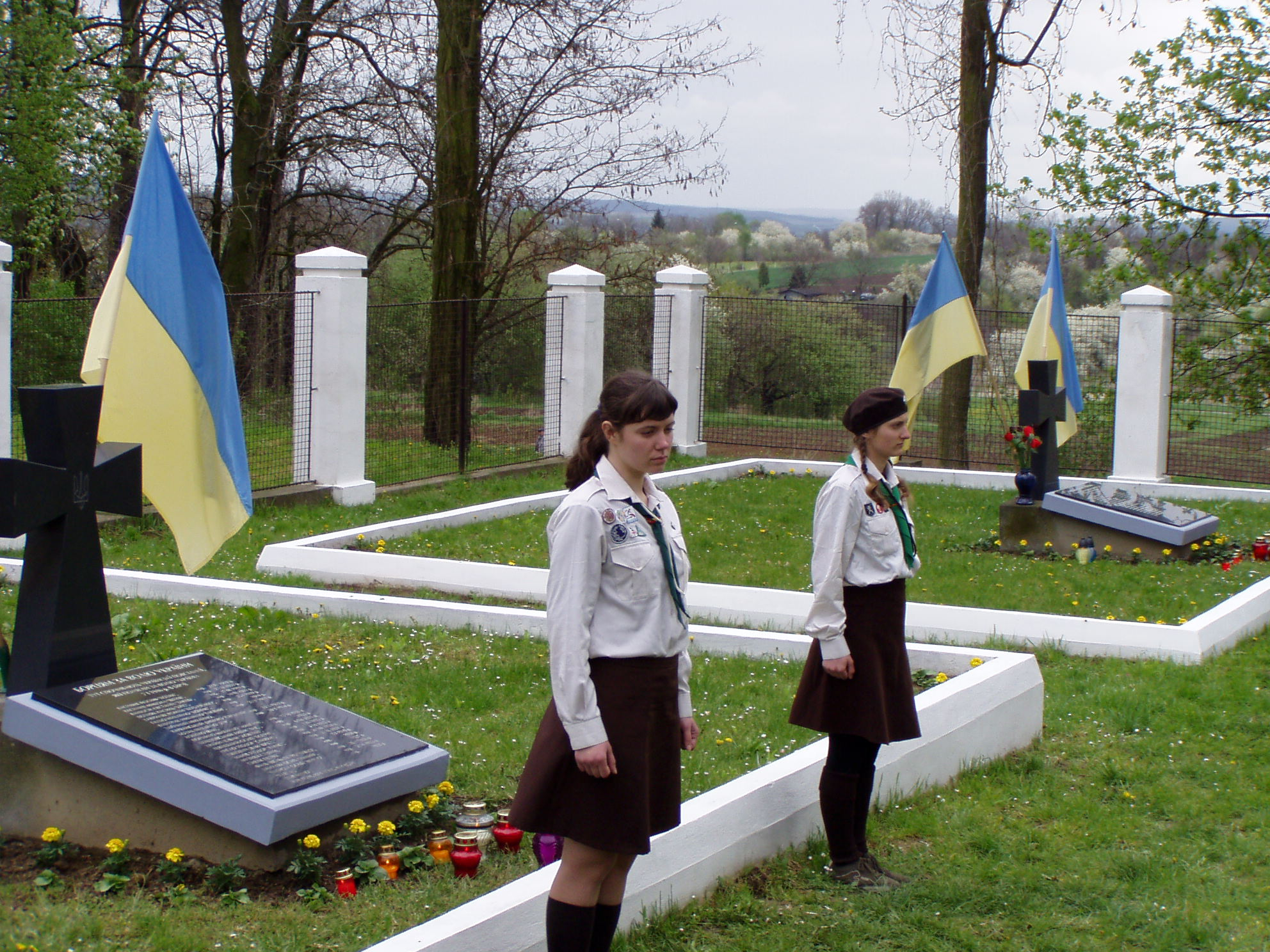
Warta honorowa ukraińskich płastunek przed grobem powstańców (USS i UPA) w Pikulicach w dniu 29 kwietnia 2007 w rocznicę Akcji Wisła

We wsi znajduje się Ukraiński Cmentarz Wojenny (blisko skraju ze strony Przemyśla). Cmentarz znajduje się w miejscu obozu jenieckiego, w którym przebywali żołnierze Semena Petlury. W wyniku trudnych warunków obozowych, wielu spośród internowanych zmarło. Do pochówków wykorzystano istniejący cmentarz z I wojny światowej. Do chwili obecnej zachowały się nagrobki żołnierzy węgierskich z 1915 roku. Na drugiej części cmentarza pochowano szczątki upowców ekshumowanych w Birczy.